# Калмаш (Дуванський район)
Калма́ш (рос. Калмаш, башк. Ҡалмаш) — село (у минулому селище) у складі Дуванського району Башкортостану, Росія. Входить до складу Дуванської сільської ради.
Населення — 131 особа (2010; 155 у 2002).
Національний склад:
- росіяни — 58 %
- татари — 31 %